# عبد العزيز الوفائي
عبد العزيز الوفائي (811 - 876 هـ / 1408 - 1471 م) هو فلكي مسلم.
هو عبد العزيز بن محمد بن محمد القاهري، الشافعي، الوفائي، ويعرف قديما بابن الأقباعي (أبو الفضل، أبو الفوائد، عز الدين). ولد بالقاهرة، وعين موقتا بالجامع المؤيدي. توفي عام 876 هـ، وقيل 874 هـ، وقيل 879 هـ.

## آثاره
من آثاره: الدرر المنتثرات في العمل بالربع المقنطرات، وسيلة الطلاب في استخراج الأعمال بالحساب، قطف الزهرات في العمل بربع المقنطرات، نظم العقود في عمل الساعات على العمود، ونزهة النظر في العمل بالشمس والقمر.